# Guglielmo Mengarini
Guglielmo Mengarini (Roma, 27 dicembre 1856 – Roma, 25 luglio 1927) è stato un ingegnere e politico italiano, passato alla storia per aver realizzato, per la prima volta nel mondo (1892), un impianto per il trasporto dell'energia idroelettrica a distanza in corrente elettrica alternata tra Tivoli e Roma.

## Biografia
È stato assistente di Pietro Blaserna dal 1881 fino al 1888 nel gabinetto di Fisica di Roma all'interno del Museo di Fisica dell'Università La Sapienza, oggi presente nell'edificio Marconi della città Universitaria (primo e terzo piano) e allora sito in via Panisperna.
Ha realizzato il progetto della prima trasmissione industriale di energia elettrica in corrente alternata su lunga distanza al mondo: la generazione avveniva a Tivoli all'interno della centrale idroelettrica dell'Acquoria sul fiume Aniene e alimentava la città di Roma attraverso una linea monofase lunga circa 28 Km. L'inaugurazione della linea avvenne il 4 luglio 1892 ed è commemorata da una lapide all'ingresso della sede storica della Facoltà di Ingegneria.
Nel 1919 divenne senatore.
Sua moglie fu Margarete Traube (Berlino, 1856 - Anzio, 1912), ebrea tedesca, che Mengarini sposò a Zurigo nel 1884: vedova di Franz Christian Boll, Margarethe era una studiosa di fisiologia e chimica organica, sorella del celebre filologo mediolatino Ludwig Traube e figlia dell'omonimo medico. Femminista e attivista dei diritti delle donne, Margarethe Traube fu animatrice di un esclusivo salotto culturale romano che ebbe una certa influenza sulla cultura italiana dell'epoca, ospitando personalità come Theodor Mommsen, Emanuel Löwy, Pietro Blaserna.

## Galleria d'immagini

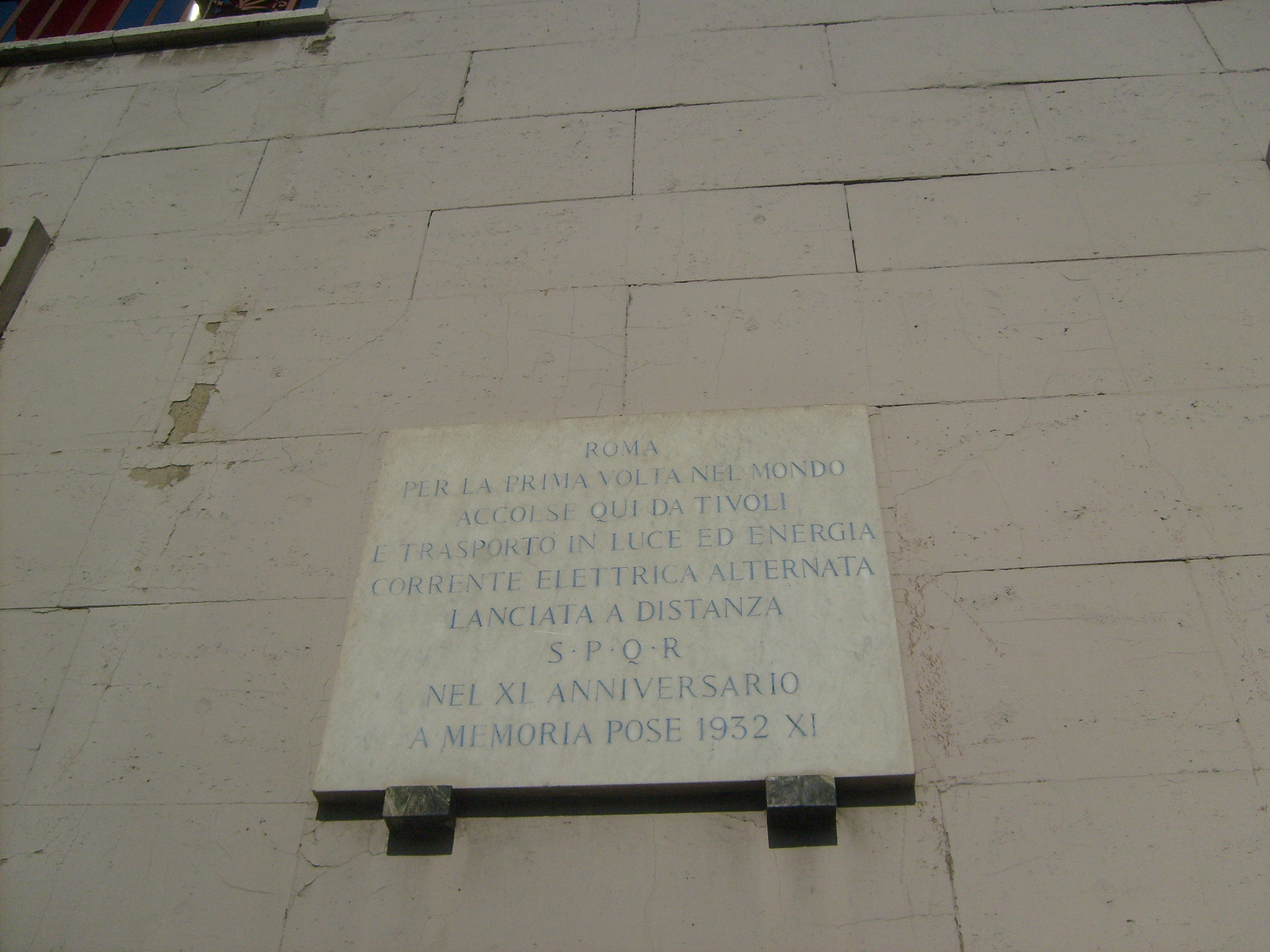
Targa commemorativa su Viale del Policlinico.
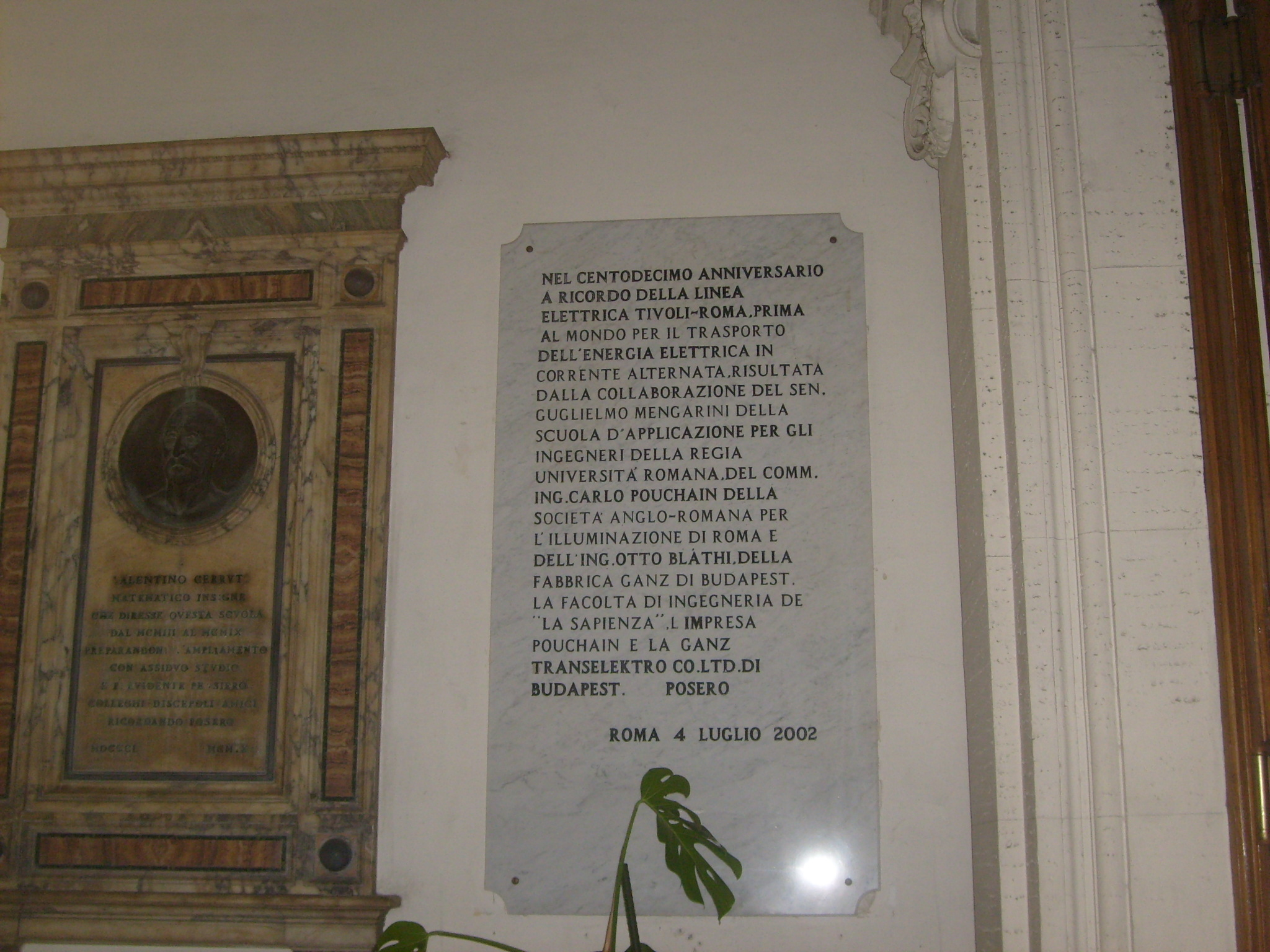
Targa commemorativa a San Pietro in Vincoli.